# Anders Kilian
Anders Kilian, född Larsson den 25 oktober 1869 i Rödöns socken, död där den 20 mars 1953, var en jämtländsk småbrukare, smed och författare.

## Biografi
Föräldrar var torparen Lars Andersson och Ingeborg Månsdotter. Efter folkskolan blev han först smed och var från 1897 småbrukare. Kilian påverkades tidigt av de frisinnade politiska idéer, som i Jämtland då förmedlades av bland andra tidningsmannen Johan Lindström Saxon. Han medarbetade redan på 1890-talet med dikter och artiklar om jordbruk i pressen. Han var 1912–1919 redaktör för tidningen Odlaren, och utgav tillsammans med läraren Ernst Lundin läroboken Lantbruket (2 band, 1920–1921). Han publicerade även ytterligare läroböcker med anknytning till sin verksamhet som jordbrukare. Han höll föredrag i jordbruks- och egna hemsfrågor runt om i landet.
Kilian brukar beskrivas som allmogeskald, men hans skönlitterära författarskap omfattar både lyrik och prosa. Han debuterade med diktsamlingen Hammarslag och harpolek 1898, och hans sista bok blev den självbiografiska Min långa resa som utkom 1949. Han avled på sin gård Kilen i Slåtteråsen på Rödön. I boken Kring press och parnass (1933) beskriver författaren Per Nilsson-Tannér honom som "landskapets nationalskald".

### Skönlitteratur
- Hammarslag och harpolek : dikter. Örebro: Blomgren. 1901. Libris 2740156
  -  2., tillökade uppl. Stockholm: Svenska andelsförl. 1914. Libris 1635507
- Per Larsson : ur en jämtbondes lif. Stockholm: Ljus. 1908. Libris 1272569
- Odlare : dikter på åkern och vid brasan. Stockholm: Ljus. 1911. Libris 2740158
- Korn och agnar : nya dikter. Stockholm: Svenska andelsförl. 1916. Libris 1654277
- Kantat vid Birka folkhögskolas 25-årsjubileum. Östersund. 1926. Libris 2740157
- Från hembygdens stigar : dikter. Stockholm: Nutiden. 1927. Libris 2740155
- Skogsbygdens hemligheter : vad Per Erik och Brita upplevde som barn / med vignetter av A. T. Byberg. Uppsala: Lindblad. 1935. Libris 1346907
- Femtio år : samlade dikter. Östersund: Jämtlands tidning. 1945. Libris 551270
- Min långa resa : berättelser och funderingar. Jämtländskt folkbibliotek. Tandsbyn: Förlaget Jämtland och Härjedalen. 1949. Libris 484222

### Varia
- Varför tiger man? : är en rättvis beskattning i vårt land omöjlig?. Ekonomiska frihetsförbundets flygblad ; 3. Filipstad. 1909. Libris 2740159
- Småbruket : en bok till väckelse och ledning för Sveriges småbrukare. Uppsala: Lindblad. 1912. Libris 1636031
- Jordbrukarens läsning : några drag ur den svenska jordbrukslitteraturen samt några vinkar till bildningssökande odlare. Den mindre jordbrukarens handbok, 99-1244629-1 ; 1Odlarebiblioteket. Stockholm: Sv. andelsförl. 1915. Libris 1634259
- Barnen i småbrukarhemmet. Den mindre jordbrukarens handbok ; 46. Stockholm. 1919. Libris 2740154
- Hästen, vår tjänare och vän : studier ur livet och litteraturen. Uppsala: Lindblad. 1919. Libris 1654813
- Lantbruket : lärobok för fortsättningsskolan. 1-2. Uppsala: Lindblad. 1920-1921. Libris 1592917 - Tillsammans med Ernst Lundin.
  -  2. uppl. / genomsedd av Per Sylvan. Uppsala: Lindblad. 1931. Libris 1346908